# Vanessa callirhoe
Vanessa callirhoe är en fjärilsart som beskrevs av Miller 1868. Vanessa callirhoe ingår i släktet Vanessa och familjen praktfjärilar. Inga underarter finns listade i Catalogue of Life.